# Błyskotek czerwonogrzbiety
Błyskotek czerwonogrzbiety, lśniącooczka czerwonogrzbieta (Procatopus nototaenia) – gatunek słodkowodnej ryby karpieńcokształtnej z rodziny piękniczkowatych (Poeciliidae). Gatunek typowy rodzaju Procatopus. Bywa hodowany w akwariach.

## Występowanie
Zasiedla wody Afryki – w Kamerunie i Nigerii, gdzie występuje w małych rzeczkach i strumieniach leśnych.

## Charakterystyka
Bocznie spłaszczone ciało o barwie bladożółtej w górnej części, w partii dolnej jaśniejsze. Głowa płaska z wydłużoną do przodu szczęką skierowaną ku górze. Płetwa grzbietowa umiejscowiona w środkowej części grzbietu. Po bokach od głowy aż po nasadę płetwy grzbietowej widoczny jest ciemny, czerwonawo-rudy pas. Płetwa odbytowa i ogonowa ozdobione są czerwonymi kropkami.
Osiąga 5–6 cm długości.

## Warunki w akwarium
| Zalecane warunki w akwarium | Zalecane warunki w akwarium                |
| --------------------------- | ------------------------------------------ |
| Zbiornik                    | średni                                     |
| Temperatura wody            | 20–25°C                                    |
| Twardość wody               | miękka do średniej, 2–12                   |
| Skala pH                    | 6–7                                        |
| Pokarm                      | gatunek wszystkożerny                      |
| Uwagi                       | wymaga częściowej, cyklicznej wymiany wody |

## Rozmnażanie
Wylęg narybku ze złożonej ikry następuje po 15–18 dniach. Aby ułatwić młodym larwom wydostanie się z otoczek jajowych wskazany jest dodatek soli kuchennej.